# Martin Green
Martin J. Green (Solihull, 1945) è un allenatore inglese di rugby a 15, in passato attivo anche come giocatore nel ruolo di terza linea ala.
Fu C.T. della nazionale inglese alla prima Coppa del Mondo nel 1987.

## Biografia
Cresciuto a Solihull, dove compì gli studi, fu a Cambridge nel 1965 e per tre anni, dal 1966 al 1968, fece parte della squadra di rugby dell'università con cui disputò i Varsity Match del 1966 e, da capitano, del 1967.
Dopo l'università divenne insegnante in economia alla Warwick School e praticò rugby di club al Moseley di Birmingham.
Ritiratosi nel 1976 dal rugby giocato, passò alla carriera tecnica assumendo la guida del Moseley; a inizio anni ottanta entrò nei ranghi della RFU e assunse l'incarico di allenatore della nazionale U-23; nel 1985 il C.T. della nazionale maggiore Dick Greenwood si dimise dall'incarico perché impegni professionali gli impedivano di seguire la squadra nel programmato tour in Nuova Zelanda, e la RFU affidò la squadra congiuntamente a Green e a Brian Ashton.
Nel 1986 Green fu confermato come C.T. unico, e prese in carico una squadra che vinse solo due incontri nel Cinque Nazioni; un anno più tardi ne vinse solo uno, ma fu quello della Calcutta Cup contro la Scozia.
Fu il C.T. dell'Inghilterra alla prima Coppa del Mondo, la cui spedizione terminò ai quarti di finale a Brisbane contro il Galles; dopo la fine del torneo lasciò l'incarico.
Fino al 2005 è stato insegnante a Warwick.